# Livio Gardiman
Livio Gardiman (San Donà di Piave, 25 settembre 1956) è un ex calciatore italiano, di ruolo difensore.

## Carriera
Inizia la carriera in Serie C nel 1974 con il Clodiasottomarina e, dopo un anno in Serie D al Conegliano, torna in terza serie con il Campobasso.
Nel 1978 passa all'Udinese che lo cede, dopo il precampionato, all'Alessandria dove disputa un campionato di Serie C1 e l'anno seguente debutta in Serie B con il Lecce, con cui disputa due campionati totalizzando 51 presenze e segnando 2 reti.
Negli anni successivi gioca in Serie C1 con il Modena, il Trento con cui retrocede in Serie C2 e risale prontamente in Serie C1 nel 1984-1985, e termina la carriera nel 1987 con la maglia del Venezia.

## Palmarès

### Club

#### Competizioni internazionali
- Coppa Anglo-Italiana: 1

Modena: 1982